# همه‌چیز، همه‌چیز
همه‌چیز، همه‌چیز (انگلیسی: Everything, Everything) فیلمی در ژانر رمانتیک و درام است که در سال ۲۰۱۷ منتشر شد. از بازیگران آن می‌توان به آماندلا استنبرگ، وین بردی، نیک رابینسون و آنیکا نونی رز اشاره کرد.
داستان این فیلم درباره زندگی دختریست که مجبور  به حبس شدن در خانه است و پدر و برادرش در حادثه ای کشته شده اند و با مادر دکتر و پرستارش در خانه ایی پیشرفته زندگی میکند در این بین او عاشق پسر همسایه میشود و این عشق او را تا مرز مرگ و زندگی خواهد برد و به اسراری دست خواهد یافت که زندگی او را تغییر میدهد.این فیلم بر اساس رمانی به همین نام از نیکولایون ساخته شده است.